# 橋本克彦
橋本 克彦（はしもと かつひこ、1945年〈昭和20年〉11月8日 - ）は、日本のノンフィクション作家。

## 経歴
宮城県生まれ。仙台市立仙台高等学校卒業。日本大学芸術学部除籍。
雑誌記者を経て、1984年に『線路工手の唄が聞えた』で大宅壮一ノンフィクション賞受賞。1990年『日本鉄道物語』で交通図書賞受賞。

## 主な著書
- 『線路工手の唄が聞えた』JICC出版局、1983年6月。NDLJP:12064255。（のち文春文庫）
- 『バリケードを吹きぬけた風 日大全共闘芸闘委の軌跡』朝日新聞社、1986年6月。NDLJP:12122099。
- 日本鉄道物語（講談社、1989年10月、のち文庫）
- 欲望の迷宮 新宿歌舞伎町（時事通信社、1989年3月、のち講談社文庫、ちくま文庫）
- 森に訊け（講談社、1990年5月、のち文庫）
- 森に訊け 海外編（講談社、1992年6月）
- おれの場合の大航海 バスコ・ダ・ガマを追いかけて（JICC出版局、1992年6月）
- 勝利への「併走者」 コーチたちの闘い（時事通信社、1992年9月）
- 日本の森と海に未来はあるか 森に訊け3（講談社、1995年5月）
- 農が壊れるわれらの心もまた（講談社、1997年9月）
- オリンピックに奪われた命 円谷幸吉、三十年目の新証言（小学館文庫、1999年6月）
- うまいものつくる人びと（家の光協会、2002年1月）
- 団塊の肖像 われらの戦後精神史（日本放送出版協会、2007年8月、のちNHKブックス）

## 過去の出演番組
- 土曜ワイドBAOBAB（文化放送）
- おはようワイド Goodモーニング（東北放送ラジオ、- 2008年9月） - 『橋本克彦のテレコラム』で毎週月曜にレギュラーで出演。政治、世相に関する話題を解説していた。また農業に関する取材も手がけており、番組でも取り上げていた。
- BIG BANG TOKYO（TOKYO FM）